# 180 et plus
Pour plus de détails, voir Fiche technique et Distribution.
180 et plus (От 180 и выше) est une comédie russe sortie en 2005, réalisée par Alexandre Strijenov.

## Synopsis
Directeur d'un club de fitness, Kostia estime que le signe de la réussite, c'est d'avoir auprès de soi une femme mesurant plus d'un mètre quatre-vingts. C'est seulement dans ses rêves, jusqu'au jour où plusieurs filles qu'il a draguées arrivent ensemble dans son club.

## Fiche technique
- Titre français : 180 et plus ou À partir d’un mètre quatre-vingts[1]
- Titre original russe : От 180 и выше
- Réalisation : Alexandre Strijenov
- Scénario : Youri Korotkov, Aleksandr Strijenov
- Photographie : Viatcheslav Lazarev
- Décors : Fiodor Saveltev
- Production : Renat Davletiarov, Aleksandr Kotelevski
- Pays :  Russie
- Genre : comédie
- Durée : 104 min
- Année de sortie : 2005

## Distribution
- Fiodor Bondartchouk : Savik
- Ekaterina Gousseva : Oksana
- Ksenia Kniaeva : Nastya
- Daria Korepanova : Anechka
- Gocha Koutsenko : Alik
- Maksim Lagachkine : Yarik
- Ekaterina Malikova : Olga Kostrova, mannequin
- Ivan Ourgant : Anton
- Ekaterina Strijenova : Vera
- Evgueni Stytchkine : Kostia
- Olga Pavlovets : Zhenka